# Liste des gouverneurs du Sikkim

## Histoire

État de Sikkim

### Union avec l'Inde
En 1947, un référendum rejette l'intégration du Sikkim dans une Union indienne nouvellement indépendante ; le Premier ministre indien, Jawaharlal Nehru, accorde un statut de protectorat au royaume.
Un conseil d'État est établi en 1955 pour permettre la constitution d'un gouvernement constitutionnel sous la direction du chogyal.
Pendant ce temps, le Congrès national du Sikkim exige de nouvelles élections et une meilleure représentation des Népalais.
En 1973, à la suite d'émeutes devant le palais, le pays demande officiellement la protection de l'Inde.
Le Chogyal devient extrêmement impopulaire. En 1975, le Premier ministre fait appel au parlement indien pour modifier le statut du Sikkim et le faire admettre comme un État à part entière de l'Union.
En avril, l'armée indienne prend le contrôle de Gangtok et désarme les gardes du palais.
Un référendum (auquel 59 % des électeurs participent) approuve l'union avec l'Inde à 97,5 %. Le 16 mai 1975, le Sikkim devient officiellement le 22e État de l'Union indienne et la monarchie est abolie.

## Pouvoir et fonction

### Pouvoirs

#### Pouvoir exécutif
La Constitution prévoit que tous les pouvoirs exécutifs du gouvernement d'un État sont exercés au nom du gouverneur mais ils sont en réalité exercé par le conseil des ministres de l'État.
Le gouverneur nomme le ministre en chef et, sur sa proposition, les autres ministres du gouvernement de l'État. Le conseil des ministres est responsable devant l'Assemblée législative et, selon les conventions du système de Westminster, le gouverneur nomme et maintient en fonction un ministre en chef qui jouit de la confiance de l'Assemblée.
Le gouverneur nomme par ailleurs, sur la proposition du ministre en chef, l'avocat général et le président de la Commission de la fonction publique de l'État. Il est en outre consulté par le président sur la nomination des juges des Hautes Cours et cours de district.

#### Pouvoir législatif
Le gouverneur est chargé de convoquer et proroger les sessions de la législature de l'État. Il peut dissoudre l'Assemblée législative. Toutefois, il n'agit que sur la proposition du ministre en chef qui jouit de la confiance de l'Assemblée.
Chaque année, le gouverneur ouvre la session législative par un discours dans lequel il décrit les politiques du gouvernement de l'État. Il est chargé de promulguer les lois adoptées par la législature mais dispose d'un droit de véto suspensif.
Le gouverneur a également le pouvoir, sur proposition du conseil des ministres, d'adopter des ordonnances provisoires pendant les périodes dans lesquelles la législature n'est pas en session.

#### Pouvoir d'urgence
Dans le cas où l'appareil constitutionnel de l'État ne peut plus fonctionner, le gouvernement central peut temporairement suspendre le gouvernement d'un État. Dans ce cas, le pouvoir exécutif de l'État relève directement du gouverneur et plus du conseil des ministres.

#### Sélection
L'article 157 de la Constitution de l'Inde prévoit que les gouverneurs doivent être citoyens indiens et âgés d'au moins 35 ans. En outre, ils ne peuvent pas être membre du Parlement ou de la législature d'un État ni exercer d'autres fonctions.
Un gouverneur est normalement nommé pour cinq ans mais le président de l'Inde peut le révoquer à tout moment.

## Liste des Gouverneurs du Sikkim
| #  | Nom                         | Début de mandat   | Fin de mandat     |
| -- | --------------------------- | ----------------- | ----------------- |
| 1  | B.B. Lal                    | 16 mai 1975       | 9 janvier 1981    |
| 2  | Homi J. H. Taleyarkhan      | 10 janvier 1981   | 17 juin 1984      |
| 3  | Kona Prabhakara Rao         | 18 juin 1984      | 30 mai 1985       |
| 4  | Bhishma Narain Singh        | 31 mai 1985       | 20 novembre 1985  |
| 5  | T. V. Rajeswar              | 21 novembre 1985  | 1er mars 1989     |
| 6  | S. K. Bhatnagar             | 2 mars 1989       | 7 février 1990    |
| 7  |                             | 8 février 1990    | 20 septembre 1994 |
| 8  | Punjala Shiv Shankar        | 21 septembre 1994 | 11 novembre 1995  |
| 9  | K. V. Raghunatha Reddy      | 12 novembre 1995  | 9 février 1996    |
| 10 | Chaudhary Randhir Singh     | 10 février 1996   | 17 mai 2001       |
| 11 | Kidar Nath Sahani           | 18 mai 2001       | 25 octobre 2002   |
| 12 | Ventrapragada Rama Rao      | 26 octobre 2002   | 12 juillet 2006   |
| 13 | Ramkrishnan Suryabhan Gavai | 13 juillet 2006   | 12 août 2006      |
| 14 | Ventrapragada Rama Rao      | 13 août 2006      | 25 octobre 2007   |
| 15 | Sudarshan Agarwal           | 25 octobre 2007   | 8 juillet 2008    |
| 16 |                             | 9 juillet 2008    | 30 juin 2013      |
| 17 |                             | 1er juillet 2013  | en cours          |